# Den förrådda revolutionen
Den förrådda revolutionen är en bok av Lev Trotskij, publicerad 1937, i vilken författaren, utifrån sina politiska ståndpunkter, analyserar och fördömer den stalinistiska utvecklingen i Sovjetunionen. 
Trotskij skrev boken under den tid han levde i exil i Norge.